# Paul Albertson
Paul Albertson (* 1969 in Hertfordshire, England) ist ein britischer Theater- und Filmschauspieler.

## Leben
Albertson machte seinen Bachelor of Arts an der Guildhall School of Music and Drama. Er spielte unter anderen vier Jahre am National Youth Theatre. Weitere Bühnen, wo er spielte, waren das Citizens Theatre in Glasgow oder das Theatre Royal Stratford East.
Seine erste Fernsehrolle hatte er 1996 in einer Episode der Serie Pie in the Sky. 2011 spielte er in der Fernsehserie Coronation Street die Rolle des Mark Bright. 2017 hatte er in King Arthur: Excalibur Rising die Rolle des König Arthur. In bekannten Fernsehserien hatte er Auftritte in einzelnen Episoden, so in Casualty, Heartbeat oder Sherlock.

## Filmografie
- 1996: Pie in the Sky (Fernsehserie, Episode 3x03)
- 2001: Babysitting (Kurzfilm)
- 2001: Attachments (Fernsehserie, Episode 2x04)
- 2002–2003: The Bill (Fernsehserie, 5 Episoden, verschiedene Rollen)
- 2004: If... (Fernsehserie)
- 2005: Casualty (Fernsehserie, Episode 19x48)
- 2006: Heartbeat (Fernsehserie, Episode 15x16)
- 2006: Extras (Fernsehserie, Episode 2x06)
- 2007: Salvation
- 2008: Doctors (Fernsehserie, Episode 9x163)
- 2008: Love Soup (Fernsehserie, Episode 2x07)
- 2008: Nathan Hale (Kurzfilm, Sprecherrolle)
- 2010: Missing (Fernsehserie, Episode 2x03)
- 2010: Sherlock (Fernsehserie, Episode 1x03)
- 2011: Coronation Street (Fernsehserie, 4 Episoden)
- 2013: Holby City (Fernsehserie, Episode 15x22)
- 2013: Doctors (Fernsehserie, Episode 15x100)
- 2013: Lawn of the Dead (Kurzfilm)
- 2014: All at Sea (Fernsehserie, Episode 2x09)
- 2015: El Fuego (Kurzfilm)
- 2015: Drifters (Fernsehserie, Episode 3x06)
- 2015: The Honourable Rebel
- 2016: Karen Carpenter: Goodbye to Love
- 2016: Soul Broken Sky (Fernsehfilm)
- 2017: King Arthur: Excalibur Rising
- 2018: Police (Kurzfilm)
- 2018: Craftsmen of Creativity (Fernsehserie, 5 Episoden)
- 2019: Scenes from the Life of a Priest (Kurzfilm)
- 2019: Casualty (Fernsehserie, Episode 34x15)

## Theater (Auswahl)
- Britannicus (Citizens Theatre)
- Pal Joey (Citizens Theatre)
- Summit Conference (Citizens Theatre)
- The Homecoming (Citizens Theatre)
- The Robbers (Edinburgh Festival Fringe)
- The Relapse (Citizens Theatre and National Tour)
- Widower's House (Citizens Theatre)
- Miss Julie (Citizens Theatre)
- A Taste of Honey (Citizens Theatre)
- The Father (Citizens Theatre)
- Lock Back in Anger (Citizens Theatre)
- Ebb Tide (Citizens Theatre)
- Persons Unknown (Citizens Theatre)
- The she Wolf (Citizens Theatre)
- White Fang (Park Theatre)
- Who’s Afraid of Virginia Woolf (Rapture Theatre)
- The Man who shot Liberty Valance (Park Theatre)
- The Rover (Hampton Court Palace)
- Betrayal (The Byre Theatre)
- Carver (Arcola Theatre)
- Damages (Bush Theatre)
- The People Next Door (Theatre Royal Stratford East)
- Semi Monde (Lyric Theatre)
- Hunting Scenes (Gate-Theater)
- Under Mil Wood (Princes Trust / Air Studios)
- Blue Remembered Hills (The Man In The Moon Theatre Company)
- Cold Comfort Farm (Greenwich Theatre)
- Blitz ( The Playhouse)
- Macbeth (Salisbury Playhouse)